# Hermann Schiefelbein

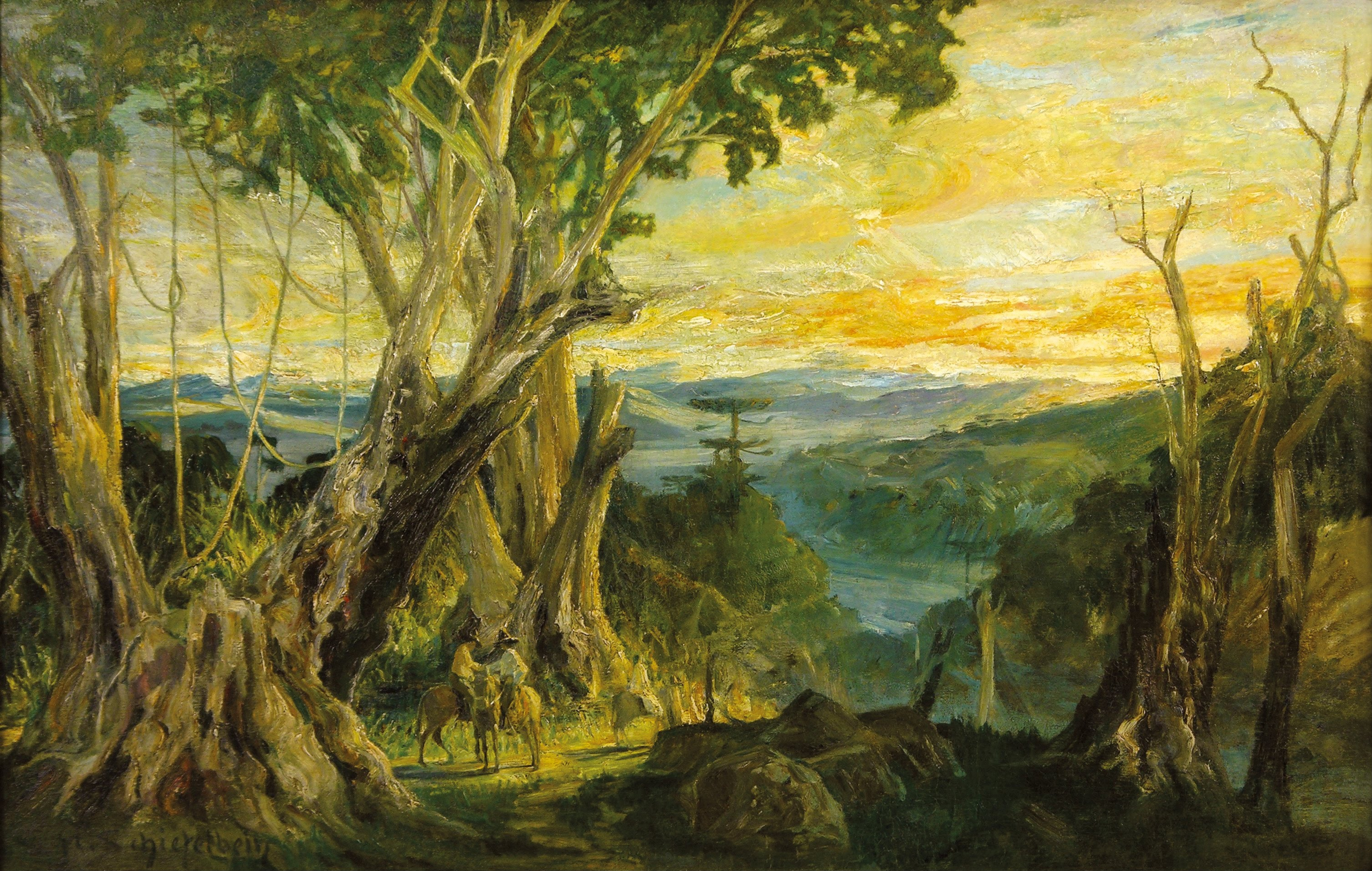
Paisagem com Figuras, 75 x 114 cm, óleo sobre tela

Hermann Schiefelbein (Schwerte, Unna, Alemanha, 10 de setembro de 1885 - União da Vitória, Paraná, Brasil, 26 de setembro de 1933) foi um pintor alemão, radicado no Brasil.

## Sobre
Hermann começou a dedicar-se na pintura  a partir dos 24 anos de idade, após um longo período em tratamento de saúde. Entre 1910 e 1914 estudou arte na Academia de Belas Artes em Düsseldorf com os mestres Spatz, Van Gelbhart e Kieduch, especializando-se na pintura de animais. Até 1918 continuou a trabalhar na Academia como retratista. No início da década de 1920 expôs seus trabalhos em eventos realizados em Dusseldorf, porém, com as dificuldades vividas pela Alemanha no pós-guerra, em 1924 transferiu-se para o Brasil, radicando-se na cidade de União da Vitória, interior do estado do Paraná. Em 1927 realizou exposições em São Paulo (Clube Renânia) e em 1928 na Sociedade Thalia, em Curitiba.
Em 1928 retornou à Alemanha para tratamento de saúde, ficando em sua terra natal até 1930 e quando voltou ao Brasil passou a residir na Colônia Porto Vitória (atual cidade de Porto União). Nos anos seguintes, participou de exposições de artes como na Feira Braun & Cia (1931) e na Liga dos Artistas de 1931 e 1932 (em Curitiba). Em 1933 sua saúde piorou e em meio aos trabalhos de sua nova coleção, não resistiu, vindo a falecer em meados deste mesmo ano.
Sua última coleção de quadros foram expostos no Salão Paranaense de 1934 e neste mesmo evento, porém, no ano de 1957 recebeu uma homenagem especial.

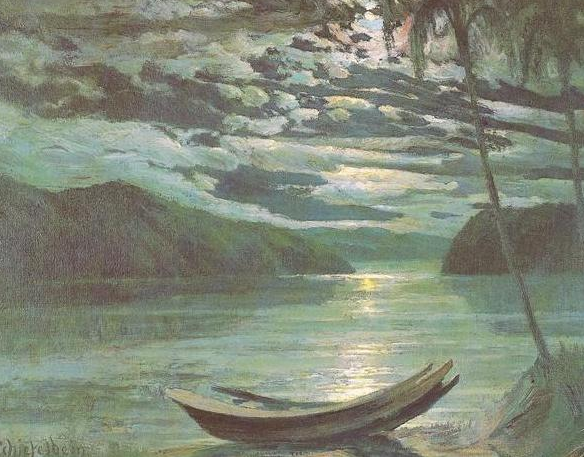
"Luar Sobre o Rio Iguaçu" óleo sobre tela 52x67 cm

Seus principais trabalhos realizados no Brasil foram: "Carroças e Cavalos", "Paisagem Sertaneja", "Paisagem Paranaense", "Sapeco da Erva-mate" e "Luar Sobre o Rio Iguaçu" e "O baile das Raças".
Na atualidade, algumas de suas obras fazem parte do acervo permanente do Museu Oscar Niemeyer (MON), acervo este, proveniente do antigo Museu de Arte do Paraná (MAP).